# یواس‌اس وولسی (دی‌دی-۴۳۷)
یواس‌اس وولسی (دی‌دی-۴۳۷) (به انگلیسی: USS Woolsey (DD-437)) یک کشتی بود که طول آن ۳۴۸ فوت ۳ اینچ (۱۰۶٫۱۵ متر) بود. این کشتی در سال ۱۹۴۱ ساخته شد.